# Jelisarowskaja

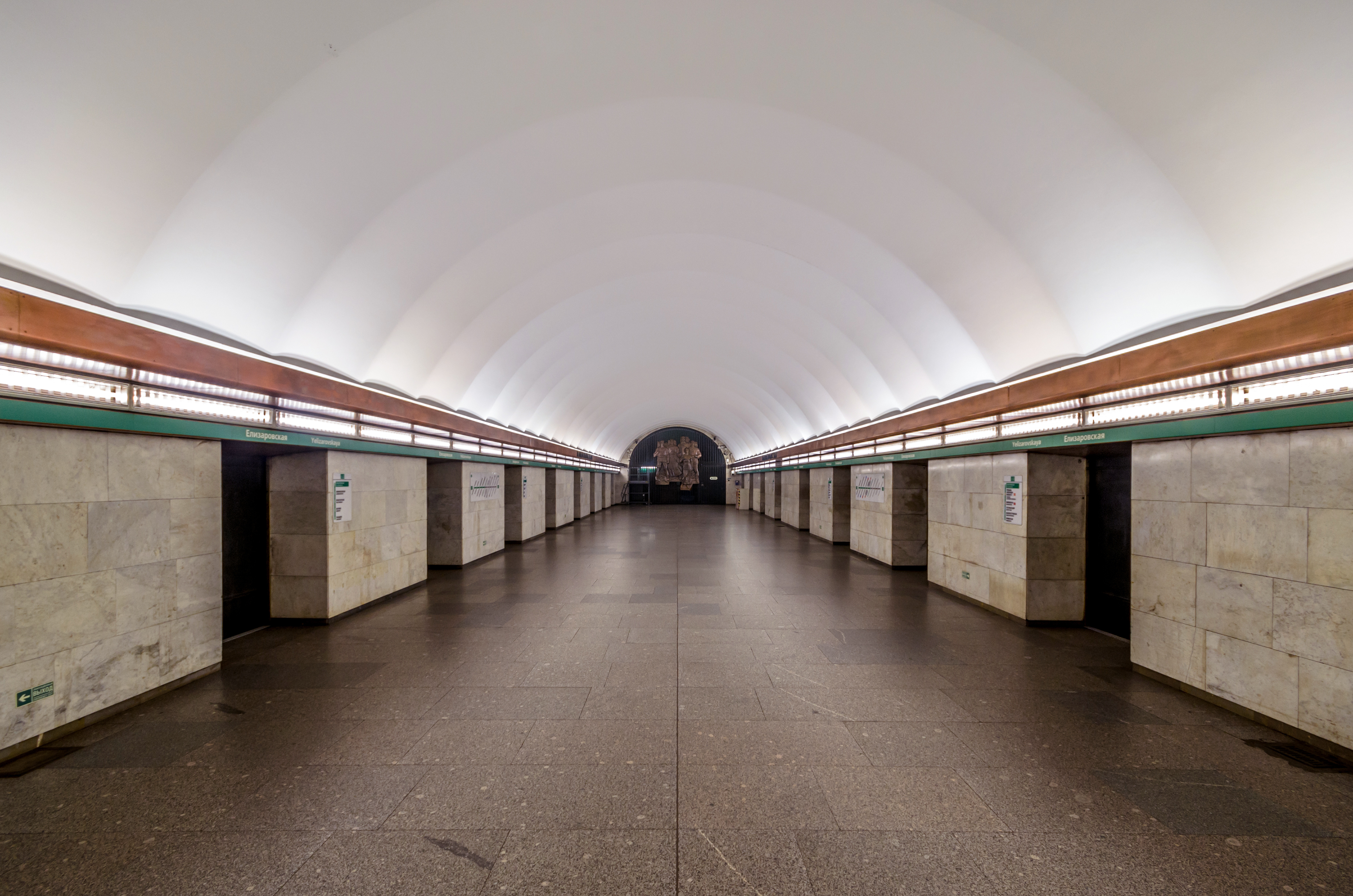
Jelisarowskaja

Jelisarowskaja ist eine Station der St. Petersburger U-Bahn. Sie befindet sich an der Newsko-Wassilostowskaja-Linie, zwischen den Stationen „Alexander-Newski-Platz“ und „Lomonossowskaja“.
Der Bahnhof wurde am 21. Dezember 1970 als Teil des Bauabschnitts Alexander-Newski-Platz – Lomonossowskaja eröffnet. Er ist nach der Allee benannt, in deren Nähe er errichtet wurde. Die Allee trägt wiederum den Namen des Volkskommissars M. T. Jelisarow, im Projekt wurde die Station „Jelisarow-Allee“ genannt.

## Oberirdische Bauwerke
Der Eingangspavillon wurde von den Architekten A. S. Getskin und W. P. Schuwalowa in Form eines separaten Gebäudes entworfen und befindet sich an der Kreuzung der Jelisarow-Allee und der Babuschkina-Straße.
An der Nordwand des Gebäudes befindet sich eine Tafel mit Industrieansichten von St. Petersburg. Darunter befindet sich ein für Fahrgäste gesperrter Balkon über der Rolltreppe. Die Eingangshalle hat einen Granitboden. Die Beleuchtung wird von in die Decke eingelassenen Metallleuchtstofflampen sowie über den Kassen installierten Gesimslampen gewährleistet.
Außerhalb des Bahnhofs ist über dem Eingang ein Baldachin installiert, in dem quadratische Deckenleuchten platziert sind.

## Unterirdische Bauwerke
Jelisarowskaja ist eine geschlossene Station (Station mit Inselbahnsteig und automatischen Bahnsteigtüren, auch genannt horizontaler Aufzug) mit tiefer Auslegung (Tiefe ≈ 62 m). Bahnsteigtüren sind entlang der Bahnsteigkanten eingebaut. Die unterirdische Halle wurde von den Architekten A. K. Komaldinow und I. I. Komaldinowa und den Ingenieuren A. D. Ewstarow und O. W. Greits entworfen.
Für den Bahnhof wurde eine Gesims- und Direktbeleuchtung verwendet (ohne Kronleuchter, unter den Gesimsen befindet sich eine Reihe von Leuchtstofflampen). Auf dem kupfernen Gesims über den Bahnhofstüren ist der Name des Bahnhofs mehrfach angebracht. Sie sind schwarz lackiert und mit einem Wellstreifen verziert.
Das nördliche Ende der unterirdischen Halle ist mit einem Gitter mit dem Relief Der Aufstand des Proletariats des Bildhauers D. M. Nikitin geschmückt.
Der geneigte Durchgang (Ausgang aus dem Bahnhof) mit drei Rolltreppen befindet sich am südlichen Ende des Bahnhofs; Während der Renovierung wurden die Lampen von der Balustrade der Rolltreppen demontiert und in das Gewölbe gebracht. Die Rolltreppenhalle wird von 18 Lampen (drei Gruppen von je drei Lampen an beiden Wänden der Halle) beleuchtet, ergänzt durch zwei Bullaugen.

## Umbau
Vom 8. Februar bis zum 29. Dezember 2016 war der Bahnhof wegen Umbauarbeiten geschlossen. Der Grund für die Schließung ist eine Verletzung der Abdichtung des geneigten Hubs aufgrund der Verschlechterung der Haupttragstrukturen seiner gusseisernen Auskleidung.
Im Zuge der Instandsetzung wurde die Abdichtung des Schräglaufs wiederhergestellt, ca. 1400 m² neue Entwässerungsschirme aus Verbundwerkstoffen mit Anti-Vandalismus-Beschichtung installiert und neue Leuchtstofflampen installiert. Außerdem wurden umfangreiche Reparaturen an Rolltreppen, der Austausch von Elementen für die Ausstattung von Bahnhöfen und Lobbys, die Modernisierung von Drehkreuzen und Videoüberwachungssystemen, die Installation von Rampen und zusätzlichen Eingangsgruppen für Menschen mit Behinderungen durchgeführt. Während der Renovierung wurden die Fenster am nördlichen Ende der Lobby durch Paneele ersetzt.
Im September 2016 wurden die Hauptreparaturarbeiten an der Station 19 Tage früher als geplant abgeschlossen.
Der Bahnhof wurde mit Mängeln wiedereröffnet: Die Zeit reichte nicht für die Reparatur einer der Rolltreppen – sie nahm erst am 13. Februar 2017 ihren Betrieb wieder auf.
Zum Zeitpunkt der Reparatur wurden zusätzliche Buslinien Nr. 8B (U-Bahn-Station Jelisarowskaja – U-Bahn-Station Lomonossowskaja) und 8B (Alexander-Newski-Platz – Troiskoje Pole) genutzt, ihr Betrieb wurde am 31. Dezember 2016 wieder eingestellt. Der Eingangsbereich der Station Alexander-Newski-Platz der 4. Linie war zum Zeitpunkt der Reparatur von 5:32 bis 0:31 Betrieb.

## Sonstiges
- Mark Timofejewitsch Jelisarow (1863–1919), nach dem die Allee benannt ist, die der U-Bahn-Station den Namen gab, ist indirekt mit der U-Bahn verbunden: Am 8.jul (21.) November 1917 wurde er der erste Volkskommissar (Minister) für Eisenbahnen Sowjetrusslands – die Leningrader U-Bahn unterstand ab dem Tag ihrer Eröffnung dem Eisenbahnministerium der UdSSR.
- Der Abschnitt zwischen den Stationen Jelisarowskaja und Ploschtschad Alexandra Newskowo hat eine Länge von 3,2 km und ist damit einer der längsten Abschnitte ohne Station in der St. Petersburger U-Bahn. Es war geplant, zwei weitere Stationen zwischen diesen beiden Bahnhöfen zu bauen, aber aus verschiedenen Gründen wurde dies aufgegeben.

## Zukunft
Der Bahnhof soll nach 2030 auf die Ringlinie umgestellt werden.